# 象湖隧道
象湖隧道是位于南昌市西湖区下穿象湖的城市快速路。

## 概况
路线全长2.7公里，双向6车道，随度限速为50公里/小时

## 历史
象湖隧道建设计划最早于2008年提出，为配合朝阳洲片区开发，隧道走向为东接广州路西接朝阳洲路（现九州大街）；2009年1月1日出版的《南昌标准地名图》将象湖隧道规划项目收录图中。
2012年4月5日南昌市发改委表示该隧道将于2012年底开工，全长2.7公里，暗埋段长约为1725米；象湖也将配合建设同时调整规划湖面，于9月份放空湖水
工程最初计划于2012年10月动工，由于降雨推迟到11月，最终于12月10日同的九洲高架一起开工。